# Mõisamaa (Kohtla)
Mõisamaa – wieś w Estonii, w prowincji Virumaa Wschodnia, w gminie Kohtla.